# Jeffrey Adams

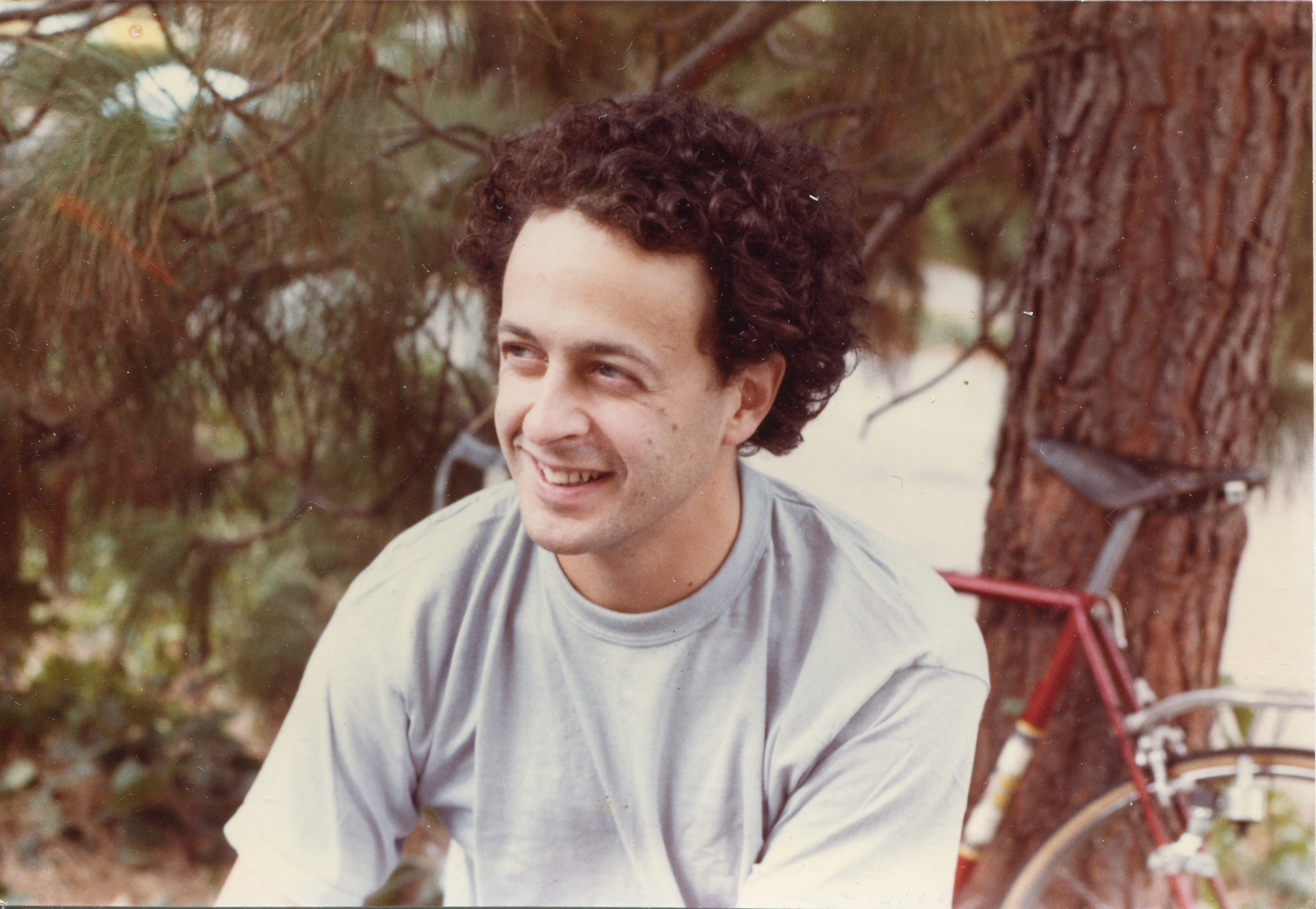
Jeffrey Adams

Jeffrey David Adams (* 1955) ist ein US-amerikanischer Mathematiker, der sich mit der Darstellungstheorie von Liegruppen befasst.
Adams wurde 1981 bei Gregg Zuckerman an der Yale University promoviert (Sur les n-extensions des représentations induites des produits semi-directs). Er lehrt an der University of Maryland (College Park). 1990 wurde er Forschungsstipendiat der Alfred P. Sloan Foundation (Sloan Research Fellow).
Adams leitet das Projekt Atlas of Lie Groups and Representations, das die irreduziblen unitären Darstellungen von (reduktiven) Lie-Gruppen bestimmen soll (die prinzipiell mit dem Computer berechenbar sind). Ein Höhepunkt ihrer Anstrengungen war die Bestimmung der Charaktere der Ausnahme-Lie-Gruppe E8. Beteiligt am Projekt waren unter anderem David Vogan, Marc van Leeuwen und Fokko du Cloux. 
Mit Barbasch und Vogan veröffentlichte er eine Monographie über die Langlands-Klassifikation der irreduziblen unitären Darstellungen reduktiver Liegruppen (eingeführt von Robert Langlands 1973).
2012 wurde er Fellow der American Mathematical Society.

## Schriften
- mit Dan Barbasch, David Vogan: The Langlands classification and irreducible characters for real reductive groups, Progress in Mathematics 104, Birkhäuser 1992